# La Planque (film, 1966)
Pour les articles homonymes, voir La Planque.

Logo allemand du film La Planque (Das Geheimnis der weißen Nonne), 1966

La Planque (allemand : Das Geheimnis der weißen Nonne ; anglais : The Trygon Factor) est un film germano-britannique réalisé par Cyril Frankel, sorti en 1966.

## Fiche technique
- Titre français : La Planque ou Le Signe du trigone (sortie en salles)
- Titre original allemand : Das Geheimnis der weißen Nonne
- Titre original anglais : The Trygon Factor
- Réalisation : Cyril Frankel
- Scénario : Derry Quinn et Stanley Munro, d'après le roman Kate Plus 10, d'Edgar Wallace
- Production : Bryan Taylor, Ian Warren et Horst Wendlandt
- Budget : 4 millions de marks (2,04 millions d'euros)
- Musique : Peter Thomas
- Photographie : Harry Waxman
- Montage : Oswald Hafenrichter
- Direction artistique : Roy Stannard
- Pays de production :  Royaume-Uni,  Allemagne de l'Ouest
- Format : Couleurs - 1,66:1 - Mono - 35 mm
- Genre : Comédie dramatique, policier
- Durée : 84 minutes
- Dates de sortie : 
  - Allemagne de l'Ouest : 16 décembre 1966
  - Royaume-Uni : mai 1967
  - France : 13 février 1973

## Distribution
- Stewart Granger (VF : Jean-Claude Michel) : l'inspecteur Cooper-Smith
- Susan Hampshire : Trudy Emberday
- Robert Morley (VF : Roger Carel) : Hubert Hamlyn
- Cathleen Nesbitt (VF : Jacqueline Porel) : Livia Embarday
- Brigitte Horney (VF : Nadine Alari) : la mère supérieure
- Sophie Hardy : Sophie
- James Robertson Justice (VF : Jean Martinelli) : Sir John (version britannique)
- Siegfried Schürenberg : Sir John (version allemande)
- Eddi Arent (VF : Howard Vernon) : Emil Clossen
- Diane Clare : sœur Claire
- James Culliford : Luke Embarday
- Allan Cuthbertson : le détective Thompson
- Colin Gordon (VF : Jean Berger) : Dice
- Caroline Blakiston : la nonne blanche
- Richardina Jackson : la nonne noire

## Autour du film
- Le tournage s'est déroulé du 15 août au 7 octobre 1966 aux studios de Shepperton, ainsi qu'à Twickenham.